# Клайд Кінґ (веслувальник)
Клайд Кінґ (англ. Clyde King, 6 вересня 1898 — 20 серпня 1982) — американський академічний веслувальник.
Олімпійський чемпіон 1920 року в складі вісімки.